# Gentiana bicuspidata
Gentiana bicuspidata är en gentianaväxtart som först beskrevs av George Don jr, och fick sitt nu gällande namn av Briquet. Gentiana bicuspidata ingår i släktet gentianor, och familjen gentianaväxter. Inga underarter finns listade i Catalogue of Life.